# Suze DeMarchi
Suze DeMarchi (Perth, 14 febbraio 1964) è una cantautrice australiana.

## Biografia
Suze DeMarchi è salita alla ribalta come membro del gruppo Baby Animals, che ha trovato grande successo in Australia negli anni 90. Nel 1999 ha pubblicato il suo primo album solista Telelove, che ha raggiunto la 40ª posizione della classifica australiana e che ha regalato alla cantante una candidatura agli ARIA Music Awards nella categoria dedicata alle artiste femminili. È stato promosso dal singolo Satellite, entrato nella ARIA Singles Chart alla numero 59. Nel 2015 è uscito il suo secondo disco Home, arrivato alla 26ª posizione in madrepatria.

## Discografia

### Album in studio
- 1999 – Telelove
- 2015 – Home

### Singoli
- 1986 – Young Hearts
- 1987 – Big Wednesday
- 1988 – Dry Your Eyes
- 1998 – Satellite
- 1998 – Karma
- 1999 – Open Windows